# Col d'Anaye
Col d'Anaye är ett bergspass i Spanien, på gränsen till Frankrike.   Det ligger i provinsen Provincia de Navarra och regionen Navarra, i den nordöstra delen av landet, 400 km nordost om huvudstaden Madrid. Col d'Anaye ligger 2 059 meter över havet.
Terrängen runt Col d'Anaye är bergig åt nordost, men åt sydväst är den kuperad. Col d'Anaye ligger uppe på en höjd. Runt Col d'Anaye är det mycket glesbefolkat, med 3 invånare per kvadratkilometer. Närmaste större samhälle är Isaba, 17,6 km sydväst om Col d'Anaye. Trakten runt Col d'Anaye består till största delen av jordbruksmark.